# Sphaeropoeus politus
Sphaeropoeus politus är en mångfotingart som först beskrevs av Carl Graf Attems 1935.  Sphaeropoeus politus ingår i släktet Sphaeropoeus och familjen Zephroniidae. Inga underarter finns listade i Catalogue of Life.